# Dance & Scream
Dance & Scream è il primo album in studio della band giapponese Fear, and Loathing in Las Vegas, pubblicato il 24 novembre 2010.
Dall'album sono stati tratti i videoclip di Stray in Chaos e di Love at First Sight.

## Tracce
1. Burn the Disco Floor with Your "2-step"!! – 3:11
2. Hey Girl!! Why Not Party Like a Bitch!? – 3:37
3. Stray in Chaos – 3:48
4. Love at First Sight – 4:12
5. Take Me Out!! – 4:09
6. interlude – 2:17
7. My Dear Lady, Will You Dance With Me Tonight? – 3:58
8. Because You Are Here – 3:53
9. Solitude X'mas – 4:11
10. Beyond the End – 3:39
11. Twilight – 3:49

## Formazione
- So - voce, screaming
- Minami – voce, screaming, growl, tastiera
- Sxun - chitarra elettrica
- Taiki - chitarra elettrica
- Kei - basso
- Tomonori - batteria